# Krossá (Markarfljót)

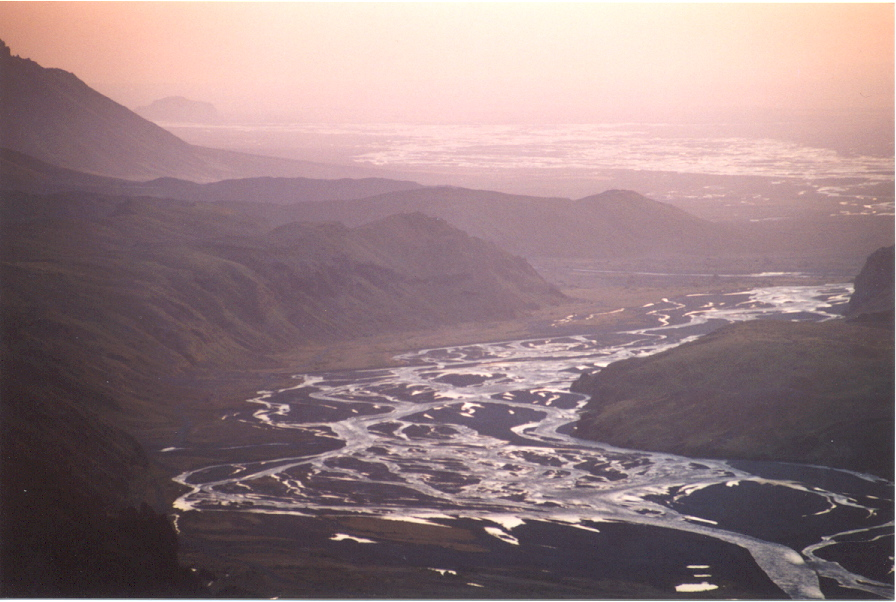
De Krossá

De Krossá is een zijrivier van de Markarfljót in IJsland die zijn bron heeft in de gletsjer Krossárjökull, een uitloper van de Mýrdalsjökull. Daarna stroomt de Krossá tussen de Gletsjer Eyjafjallajökull en Þórsmörk om wat verder uit te monden in de Markarfljót. De rivier staat er om bekend om zeer verraderlijk te zijn omdat het waterpeil zeer veranderlijk is en, omdat er geen bruggen zijn, met terreinwagens overgestoken moet worden.